# Герои Социалистического Труда Туркестанской области
В настоящий список включены:

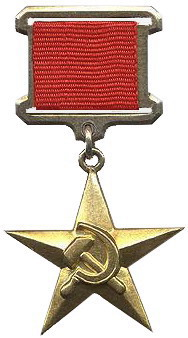
Золотая медаль «Серп и Молот»

- Герои Социалистического Труда, на момент присвоения звания проживавшие на территории современной Туркестанской области Казахстана, — 151 человек; в их числе — награждённые на территории некоторых территорий Голодной степи, находившихся в период 1963—1971 годов в составе Сырдарьинской области Узбекской ССР (4 Героя, отмеченных звёздочкой);  персиковым цветом  выделены Герои, которые проживали на территории Бостандыкского района, переданного 13 февраля 1956 года в Ташкентскую область Узбекской ССР (6 человек);
- уроженцы Туркестанской области, удостоенные звания Героя Социалистического Труда в других регионах СССР, — 21 человек;
- Герои Социалистического Труда, прибывшие в Туркестанскую область на постоянное проживание из других регионов СССР, — 7 человек.
- Серым цветом   выделены лица, лишённые звания Героя, — 3 человека.

Вторая и третья части списка могут быть неполными из-за отсутствия данных о месте рождения ряда Героев.
В таблицах отображены фамилия, имя и отчество Героев, должность и место работы на момент присвоения звания, дата Указа Президиума Верховного Совета СССР, отрасль народного хозяйства, место рождения/проживания, а также ссылка на биографическую статью на сайте «Герои страны». Формат таблиц предусматривает возможность сортировки по указанным параметрам путём нажатия на стрелку в нужной графе.

## История
Первыми на территории Туркестанской (Южно-Казахстанской, Чимкентской) области звания Героя Социалистического Труда были удостоены 19 работников колхозов и МТС. Высшая степень отличия была им присвоена Указом Президиума Верховного Совета СССР от 28 марта 1948 года за получение высоких урожаев пшеницы, ржи, хлопка и сахарной свёклы в 1947 году.
Подавляющее большинство Героев Социалистического Труда в области приходится на работников сельского хозяйства — 126 человек; металлургия — 6; транспорт — 5; строительство — 4; госуправление — 3; станкостроительная, химическая, лёгкая промышленность, промышленность строительных материалов, мелиорация, образование, здравоохранение — по 1.

## Лица, удостоенные звания Героя Социалистического Труда в Туркестанской области
| №          | Фамилия, имя, отчество             | Даты жизни              | Деятельность | Дата присвоения | Отрасль            | Место рождения                  | ГС         |
| ---------- | ---------------------------------- | ----------------------- | --- | --------------- | ------------------ | ------------------------------- | ---------- |
| 1          | Абдраимов Альпухар                 | 1919 — ????             | Старший чабан совхоза «Кзыл-Кум» Кзыл-Кумского района Южно-Казахстанской области | 29.03.1958      | сельхоз            | *Сырдарьинская область          | [ ГС 1 ]   |
| 2          | Абдуллаев Алтынбек                 | 1932 — 26.08.2019       | Звеньевой совхоза имени Чапаева Чардаринского района Чимкентской области | 30.04.1966      | сельхоз            | Шардаринский район              | [ ГС 2 ]   |
| 3          | Абенова Майшай                     | 1923 — 29.04.1987       | Трактористка колхоза «Коммунизм» Туркестанского района Чимкентской области | 08.04.1971      | сельхоз            | Туркестан                       | [ ГС 3 ]   |
| 4          | Агабеков Толе                      | род. 1945               | Механизатор колхоза имени Алишера Навои Ленинского района Чимкентской области | 19.02.1981      | сельхоз            | Казыгуртский район              |            |
| 5          | Адильбеков Жотабай                 | 1886 — ????             | Старший табунщик колхоза «Кайнар» Сузакского района Южно-Казахстанской области | 23.07.1948      | сельхоз            | Сузакский район                 | [ ГС 4 ]   |
| 6          | Ажигабылов Мусахан                 | 1923—1985               | Старший чабан совхоза «Балтакульский» Кзылкумского района Чимкентской области | 06.09.1973      | сельхоз            | Туркестан                       | [ ГС 5 ]   |
| 7          | Айтжанов Капан                     | 1925 — ????             | Бригадир бетонщиков строительного управления «Индустрой» треста «Чимкентпромстрой» Министерства строительства предприятий тяжёлой индустрии Казахской ССР, Чимкентская область      | 08.01.1974      | строительство      | *Кызылординская область         | [ ГС 6 ]   |
| 8          | Айтходжаев Мамет                   | 1905—1983               | Заведующий конефермой колхоза «Коммуна» Туркестанского района Южно-Казахстанской области                                                                                            | 23.07.1948      | сельхоз            | Сузакский район                 | [ ГС 7 ]   |
| 9          | Алибаев Бургазы                    | 1891—1975               | Заведующий конефермой колхоза «Кайнар» Сузакского района Южно-Казахстанской области                                                                                                 | 23.07.1948      | сельхоз            | Сузакский район                 | [ ГС 8 ]   |
| 10         | Алимбетов Алпеис                   | 1899 — ????             | Старший табунщик колхоза «Талапты» Шаульдерского района Южно-Казахстанской области                                                                                                  | 23.07.1948      | сельхоз            | Отырарский район                | [ ГС 9 ]   |
| 11         | Альдыбаев Уразгали Альдыбаевич     | 20.04.1920 — 06.06.1998 | Председатель колхоза «Алгабас» Пахтааральского района Чимкентской области | 13.12.1972      | сельхоз            | *Актюбинская область            | [ ГС 10 ]  |
| 12         | Аманов Кистаубай                   | 1932—2016               | Бригадир совхоза «Пахтаарал» Пахтааральского района Чимкентской области | 19.02.1981      | сельхоз            | Шардаринский район              | [ ГС 11 ]  |
| 13         | Аметчаев Буркан                    | 1908—1964               | Старший табунщик колхоза «Кайнар» Сузакского района Южно-Казахстанской области | 23.07.1948      | сельхоз            | Сузакский район                 | [ ГС 12 ]  |
| 14         | Архабаев Кудас                     | 1902 — 18.10.1980       | Старший чабан совхоза «Джарты-Тобе» Сузакского района Чимкентской области | 22.03.1966      | сельхоз            | Сузакский район                 | [ ГС 13 ]  |
| 15         | Асанов Ахметчи                     | 1886—1975               | Старший чабан овцеводческого совхоза «Сыр-Дарьинский» Министерства совхозов СССР, Сары-Агачский район Южно-Казахстанской области                                                    | 23.07.1948      | сельхоз            | Сарыагашский район              | [ ГС 14 ]  |
| 16         | Асаубаев Абдихан                   | 1937 — 19.12.2018       | Директор государственного племенного завода «Сырдарьинский» Сарыагачского района Чимкентской области                                                                                | 18.12.1991      | сельхоз            | Сарыагашский район              | [ ГС 15 ]  |
| 17         | Аскаров Асанбай                    | 15.09.1922 — 13.08.2001 | Первый секретарь Чимкентского обкома Компартии Казахстана | 22.02.1982      | госуправление      | *Жамбылская область             | [ ГС 16 ]  |
| 18         | Асылбекова Толыш                   | 1928—1996               | Звеньевая колхоза имени Ворошилова Пахта-Аральского района Южно-Казахстанской области                                                                                               | 08.06.1957      | сельхоз            | Мактааральский район            | [ ГС 17 ]  |
| 19         | Бабин Михаил Иванович              | 1918 — ????             | Первый секретарь Сайрамского райкома Компартии Казахстана, Чимкентская область | 10.12.1973      | госуправление      | *Новгородская область           | [ ГС 18 ]  |
| 20         | Байжанов Сырлыбек                  | 15.05.1912 — 27.01.1986 | Начальник Арысского отделения Казахской железной дороги, Южно-Казахстанская область                                                                                                 | 01.08.1959      | транспорт          | Туркестан                       | [ ГС 19 ]  |
| 21         | Байтанов Тулеген                   | 1892—1981               | Старший чабан колхоза «Овцевод» Шаульдерского района Южно-Казахстанской области | 12.07.1949      | сельхоз            | Отырарский район                | [ ГС 20 ]  |
| 22         | Балгимбеков Абдуали                | 10.05.1932 — 11.12.2012 | Составитель поездов станции Арысь-1 Алма-Атинской железной дороги, Чимкентская область                                                                                              | 17.10.1985      | транспорт          | Туркестанская область           | [ ГС 21 ]  |
| 23         | Бегалиев Оналбек                   | 02.01.1942 — 06.04.2025 | Чабан-арендатор совхоза имени 60-летия СССР Кзылкумского района Чимкентской области                                                                                                 | 06.06.1990      | сельхоз            | Отырарский район                | [ ГС 22 ]  |
| 24         | Бейсембаев Ахмет                   | 1890—1976               | Старший чабан овцеводческого совхоза «Сыр-Дарьинский» Министерства совхозов СССР, Сары-Агачский район Южно-Казахстанской области                                                    | 23.07.1948      | сельхоз            | Шардаринский район              | [ ГС 23 ]  |
| 25         | Бектурганова Оразгуль              | 1919 — ????             | Звеньевая колхоза «Социалистик Казахстан» Келесского района Южно-Казахстанской области                                                                                              | 28.03.1948      | сельхоз            | Сарыагашский район              | [ ГС 24 ]  |
| 26         | Бердалиев Туганбай                 | 1928 — ????             | Старший чабан совхоза «Тимурский» Кзылкумского района Чимкентской области | 22.03.1966      | сельхоз            | Отырарский район                | [ ГС 25 ]  |
| 27         | Блохинский Сергей Николаевич       | 12.1921 — ????          | Токарь-расточник Чимкентского завода прессов-автоматов имени М. И. Калинина Министерства станкостроительной и инструментальной промышленности СССР                                  | 05.04.1971      | станкостроение     | *Псковская область              | [ ГС 26 ]  |
| 28         | Боргазиев Коштен                   | род. 1931               | Старший табунщик колхоза «Кайнар» Сузакского района Южно-Казахстанской области | 23.07.1948      | сельхоз            | Сузакский район                 | [ ГС 27 ]  |
| 29         | Буванова Александра Александровна  | 27.05.1924 — 27.05.2017 | Главный врач родильного дома № 1, гор. Чимкент | 04.02.1969      | здравоохранение    | *Воронежская область            | [ ГС 28 ]  |
| 30         | Бурибеков Динасилбек               | 1922 — ????             | Бригадир совхоза «Большевик» Кировского района Чимкентской области | 10.12.1973      | сельхоз            | Мактааральский район            | [ ГС 29 ]  |
| 31         | Варнавский Василий Фёдорович       | 1910 — 12.02.1993       | Старший механик Ленгерской МТС, Южно-Казахстанская область | 28.03.1948      | сельхоз            | *Башкортостан                   | [ ГС 30 ]  |
| 32         | Ващенко Вера Ивановна              | род. 1924               | Звеньевая колхоза «Победа» Георгиевского района Южно-Казахстанской области | 20.05.1949      | сельхоз            | Толебийский район               | [ ГС 31 ]  |
| 33         | Волощук Иван Софронович            | 1904—1958               | Старший агроном Ленгерской МТС Георгиевского района Южно-Казахстанской области | 28.03.1948      | сельхоз            | *Кировоградская область         | [ ГС 32 ]  |
| 34         | Гукасов Эрих Христофорович         | 08.05.1932 — 27.04.2020 | Начальник Главриссовхозстроя Министерства мелиорации и водного хозяйства Казахской ССР, Чимкентская область                                                                         | 27.02.1974      | мелиоводхоз        | *Азербайджан                    | [ ГС 33 ]  |
| 35         | Дайрашев Темирхан                  | 1913 — ????             | Директор I Джетысайской МТС, Ильичёвский район Южно-Казахстанской области | 08.06.1957      | сельхоз            | Туркестан                       | [ ГС 34 ]  |
| 36         | Даульбаева Болсынай                | 1909—1984               | Старший чабан совхоза «Чим-Курган» Кировского района Южно-Казахстанской области | 29.03.1958      | сельхоз            | Мактааральский район            | [ ГС 35 ]  |
| 37         | Даутбаев Жубай                     | 1893 — ????             | Старший чабан колхоза «Козмолдак» Сузакского района Южно-Казахстанской области | 23.07.1948      | сельхоз            | Сузакский район                 | [ ГС 36 ]  |
| 38         | Джамбулатов Ханибек                | 1898 — ????             | Старший чабан каракулеводческого совхоза «Сюткентский» Министерства совхозов СССР, Чардаринский район Южно-Казахстанской области                                                    | 01.12.1949      | сельхоз            | Отырарский район                | [ ГС 37 ]  |
| 39         | Джантуров Керимбек                 | 1929 — 13.05.1969       | Звеньевой колхоза «Победа» Тюлькубасского района Южно-Казахстанской области | 28.03.1948      | сельхоз            | Тюлькубасский район             | [ ГС 38 ]  |
| 40         | Джумабеков Шеримбек                | 1900—1964               | Старший чабан каракулеводческого совхоза «Сюткентский» Министерства совхозов СССР, Чардаринский район Южно-Казахстанской области                                                    | 01.12.1949      | сельхоз            | Ордабасинский район             | [ ГС 39 ]  |
| 41         | Джуматаев Нурмахамбет              | 1919 — ????             | Бригадир комплексной бригады Абайской передвижной механизированной колонны № 2506 треста «Чимкентсельстрой» Министерства сельского строительства Казахской ССР, Чимкентская область | 07.05.1971      | строительство      | Келесский район                 | [ ГС 40 ]  |
| 42         | Дильдабекова Ултай                 | 1929—1984               | Звеньевая колхоза «Пахта-Арал» Ильичёвского района Южно-Казахстанской области | 27.05.1948      | сельхоз            | Арыс                            | [ ГС 41 ]  |
| 43         | Дильдебеков Шаблан                 | 1923—1987               | Директор совхоза «Большевик» Кировского района Чимкентской области | 24.12.1976      | сельхоз            | Шардаринский район              | [ ГС 42 ]  |
| 44         | Досжанова Таттикуль                | 1910 — 06.09.2007       | Дробильщица обогатительной фабрики рудника Ачисай Ачисайского полиметаллического комбината Южно-Казахстанского совнархоза                                                           | 07.03.1960      | металлургия        | Туркестан                       | [ ГС 43 ]  |
| 45         | Досметов Садык                     | 1900—1979               | Старший табунщик колхоза имени Сталина Сайрамского района Южно-Казахстанской области                                                                                                | 12.07.1949      | сельхоз            | Сайрамский район                | [ ГС 44 ]  |
| 46         | Досумбеков Айт                     | 1884—1970               | Старший чабан совхоза «Ходжа-Тугайский» Министерства совхозов СССР, Кзыл-Кумский район Южно-Казахстанской области                                                                   | 01.12.1949      | сельхоз            | Отырарский район                | [ ГС 45 ]  |
| 47         | Дуйсембаев Оразимбет               | 1894—1959               | Председатель колхоза имени Ленина Фрунзенского района Южно-Казахстанской области | 23.07.1948      | сельхоз            | Туркестан                       | [ ГС 46 ]  |
| 48         | Ерманов Шерим Ерманович            | 1906 — 16.12.1987       | Председатель совхоза «Тимурский» Кзылкумского района Чимкентской области | 22.03.1966      | сельхоз            | Байдибекский район              | [ ГС 47 ]  |
| 49         | Ермеков Байбек                     | 15.02.1900 — 18.10.1965 | Председатель колхоза «Кзыл-Аскер» Келесского района Южно-Казахстанской области | 28.03.1948      | сельхоз            | Келесский район                 | [ ГС 48 ]  |
| 50         | Есентаев Нурмухамед                | 1909 — 23.08.1975       | Управляющий отделением имени Дзержинского хлопкосовхоза «Пахта-Арал» Ильичёвского района Южно-Казахстанской области                                                                 | 08.06.1957      | сельхоз            | *Восточно-Казахстанская область | [ ГС 49 ]  |
| 51         | Ескараев Ажихан                    | род. 15.06.1937         | *Тракторист, механик-водитель хлопкоуборочной машины совхоза имени XX партсъезда Кировского района Сырдарьинской области                                                            | 01.03.1965      | сельхоз            | Жетысайский район               | [ ГС 50 ]  |
| 52         | Есхожаев Артык                     | 1890—1965               | Старший чабан овцеводческого совхоза «Сыр-Дарьинский» Министерства совхозов СССР, Сары-Агачский район Южно-Казахстанской области                                                    | 23.07.1948      | сельхоз            | Сарыагашский район              | [ ГС 51 ]  |
| 53         | Жайлибаев Танырберген              | 1899 — 06.11.1976       | Председатель колхоза «Коммунизм» Пахта-Аральского района Южно-Казахстанской области                                                                                                 | 08.06.1957      | сельхоз            | *Мангистауская область          | [ ГС 52 ]  |
| 54         | Жаримбетов Мантай                  | 1912 — ????             | Звеньевой колхоза «Алгабас» Тюлькубасского района Чимкентской области | 19.04.1967      | сельхоз            | Тюлькубасский район             | [ ГС 53 ]  |
| 55         | Жасымбеков Асылбек                 | 04.03.1934 — 2011       | Командир корабля Чимкентского объединённого авиационного отряда Казахского управления гражданской авиации Министерства гражданской авиации СССР                                     | 04.02.1983      | транспорт          | *Жамбылская область             | [ ГС 54 ]  |
| 56         | Жерносеков Илья Митрикеевич        | 1922 — ????             | Бригадир бурильщиков Миргалимсайского рудника Ачисайского полиметаллического комбината Южно-Казахстанского совнархоза                                                               | 09.06.1961      | металлургия        | *Литва                          | [ ГС 55 ]  |
| 57         | Жинысбаев Абильда                  | 1892—1954               | Старший чабан колхоза «Кзыл-Аскер» Сузакского района Южно-Казахстанской области | 23.07.1948      | сельхоз            | *Улытауская область             | [ ГС 56 ]  |
| 58         | Жусупов Айтлеу                     | 1910—1985               | Председатель колхоза «Кзыл-Ту» Сарыагачского района Южно-Казахстанской области | 23.07.1948      | сельхоз            | Туркестан                       | [ ГС 57 ]  |
| 59         | Изатуллаев Ергеш                   | 1926 — ????             | Бригадир колхоза «Победа» Туркестанского района Чимкентской области | 13.12.1972      | сельхоз            | Туркестан                       | [ ГС 58 ]  |
| 60         | Исабеков Утебай                    | 01.07.1929 — 01.03.2006 | Горный мастер рудника «Миргалимсай» Ачисайского полиметаллического комбината Министерства цветной металлургии Казахской ССР, Чимкентская область                                    | 18.07.1975      | металлургия        | Отырарский район                | [ ГС 59 ]  |
| 61         | Кайназаров Жоломбек                | 1893—1963               | Звеньевой колхоза «Казахстан» Георгиевского района Южно-Казахстанской области | 28.03.1948      | сельхоз            | Толебийский район               | [ ГС 60 ]  |
| 62         | Какурин Андрей Васильевич          | 17.12.1914 — ????       | Председатель колхоза «Вольная степь» Георгиевского района Южно-Казахстанской области                                                                                                | 28.03.1948      | сельхоз            | Толебийский район               | [ ГС 61 ]  |
| 63         | Какурин Прокофий Васильевич        | 08.1911 — 1957          | Директор Ленгерской МТС Георгиевского района Южно-Казахстанской области | 28.03.1948      | сельхоз            | Толебийский район               | [ ГС 62 ]  |
| 64         | Калшораев Джолбарыс Абдырахманович | род. 1937               | Бригадир колхоза имени Абая Джетысайского района Чимкентской области | 10.02.1975      | сельхоз            | Толебийский район               | [ ГС 63 ]  |
| 65         | Калымбетов Демеу                   | 1911 — ????             | Старший чабан овцеводческого совхоза «Сыр-Дарьинский» Министерства совхозов СССР, Сары-Агачский район Южно-Казахстанской области                                                    | 03.12.1949      | сельхоз            | Сарыагашский район              | [ ГС 64 ]  |
| 66         | Камалов Нурмахан                   | 1927 — 11.03.1991       | Бригадир забойщиков Ачисайского полиметаллического комбината Министерства цветной металлургии СССР, Чимкентская область                                                             | 30.03.1971      | металлургия        | Кентау                          | [ ГС 65 ]  |
| 67         | Кан Лев Иванович                   | 1904 — 09.02.1976       | Председатель колхоза «Заря коммунизма» Ильичёвского района Южно-Казахстанской области                                                                                               | 08.06.1957      | сельхоз            | *Приморский край                | [ ГС 66 ]  |
| 68         | Карамолдаев Мнайдар                | 1910 — ????             | Заведующий овцеводческой фермой колхоза «Овцевод» Шаульдерского района Южно-Казахстанской области                                                                                   | 12.07.1949      | сельхоз            | Отырарский район                | [ ГС 67 ]  |
| 68.000001  | Кенжаев Шарипбай                   | 1918—2004               | Старший конюх колхоза имени Султанова Бостандыкского района Южно-Казахстанской области                                                                                              | 23.07.1948      | сельхоз            | *Ташкентская область            | [ ГС 68 ]  |
| 69         | Кириченко Василий Петрович         | 1911 — ????             | Комбайнёр колхоза «Победа» Ленгерского района Чимкентской области | 19.04.1967      | сельхоз            | Толебийский район               | [ ГС 69 ]  |
| 70         | Кобжасаров Орумбек                 | 1888—1963               | Старший чабан колхоза «Сыр-Дарьинский» Министерства совхозов СССР, Сары-Агачский район Южно-Казахстанской области                                                                   | 03.12.1949      | сельхоз            | Арыс                            | [ ГС 70 ]  |
| 71         | Кольбаев Садык                     | 14.10.1903 — 23.02.1994 | Звеньевой колхоза «Казахстан» Толебийского района Южно-Казахстанской области | 28.03.1948      | сельхоз            | Толебийский район               | [ ГС 71 ]  |
| 72         | Коновалов Кирилл Павлович          | 1898—1977               | Бригадир колхоза «Караспанский» Бугунского района Чимкентской области | 30.04.1966      | сельхоз            | Ордабасинский район             | [ ГС 72 ]  |
| 73         | Конусов Бейсембай                  | 1901 — ????             | Старший табунщик колхоза имени Ленина Фрунзенского района Южно-Казахстанской области                                                                                                | 23.07.1948      | сельхоз            | Туркестан                       | [ ГС 73 ]  |
| 74         | Копбаева Орынкуль                  | 1902—1978               | Звеньевая колхоза «Кзыл-Аскер» Георгиевского района Южно-Казахстанской области | 25.09.1948      | сельхоз            | Толебийский район               | [ ГС 74 ]  |
| 75         | Корякин Константин Григорьевич     | 1912 — ????             | Бригадир штукатуров треста «Чимкентстрой» Южно-Казахстанского совнархоза, гор. Чимкент                                                                                              | 09.08.1958      | строительство      | *Тюменская область              | [ ГС 75 ]  |
| 76         | Куатбеков Кайкибай                 | 1892—1976               | Старший чабан колхоза «Овцевод» Шаульдерского района Южно-Казахстанской области | 12.07.1949      | сельхоз            | Отырарский район                | [ ГС 76 ]  |
| 77         | Кубеев Максут                      | 1913 — ????             | Старший конюх колхоза «Сталин-Абад» Кировского района Южно-Казахстанской области | 23.07.1948      | сельхоз            | Мактааральский район            | [ ГС 77 ]  |
| 78         | Куликов Владимир Николаевич        | 04.08.1908 — 24.04.1990 | Директор хлопководческого совхоза «Пахта-Арал» Пахта-Аральского района Южно-Казахстанской области                                                                                   | 25.12.1959      | сельхоз            | *Санкт-Петербург                | [ ГС 78 ]  |
| 79         | Кулумбетов Нускабай                | 1901—1961               | Старший чабан колхоза «Овцевод» Шаульдерского района Южно-Казахстанской области | 12.07.1949      | сельхоз            | Отырарский район                | [ ГС 79 ]  |
| 80         | Кунтаев Худайберген                | 1903—1958               | Управляющий фермой каракулеводческого совхоза «Сюткентский» Министерства совхозов СССР, Чардаринский район Южно-Казахстанской области                                               | 01.12.1949      | сельхоз            | *Киргизия                       | [ ГС 80 ]  |
| 81         | Куттыбеков Капал                   | 1900 — ????             | Старший чабан совхоза «Ходжа-Тугайский» Министерства совхозов СССР, Кзыл-Кумский район Южно-Казахстанской области                                                                   | 01.12.1949      | сельхоз            | Отырарский район                | [ ГС 81 ]  |
| 82         | Кушеков Самет                      | 1888 — ????             | Старший чабан каракулеводческого совхоза «Сюткентский» Министерства совхозов СССР, Чардаринский район Южно-Казахстанской области                                                    | 01.12.1949      | сельхоз            | Шардаринский район              | [ ГС 82 ]  |
| 83         | Кыдырбаев Ильяс                    | 1904 — ????             | Старший чабан совхоза «Овцевод» Кзылкумского производственного управления Чимкентской области                                                                                       | 18.02.1964      | сельхоз            | Отырарский район                | [ ГС 83 ]  |
| 84         | Левченко Пётр Иванович             | 1895 — 19.10.1958       | Бригадир колхоза «Победа» Тюлькубасского района Южно-Казахстанской области | 28.03.1948      | сельхоз            | Тюлькубасский район             | [ ГС 84 ]  |
| 85         | Ленник Клавдия Прохоровна          | 1919 — ????             | *Свинарка совхоза «Славянский» Пахтааральского района Сырдарьинской области | 22.03.1966      | сельхоз            | *Краснодарский край             | [ ГС 85 ]  |
| 86         | Ли Гым Нен                         | 15.04.1915 — 22.11.1979 | Бригадир хлопководческой бригады колхоза «Путь к коммунизму» Ильичёвского района Южно-Казахстанской области                                                                         | 08.06.1957      | сельхоз            | *Приморский край                | [ ГС 86 ]  |
| 87         | Ли Филипп Иванович                 | 1913 — 15.04.1969       | Председатель колхоза имени III Интернационала Ильичёвского района Южно-Казахстанской области                                                                                        | 08.06.1957      | сельхоз            | *Приморский край                | [ ГС 87 ]  |
| 88         | Лошакова Надежда Корнеевна         | 1903 — ????             | Звеньевая колхоза «Комсомольская правда» Джувалинского района Южно-Казахстанской области                                                                                            | 28.03.1948      | сельхоз            | *Краснодарский край             | [ ГС 88 ]  |
| 88.000002  | Мавлянов Раман                     | 1898 — ????             | Старший конюх колхоза имени Молотова Бостандыкского района Южно-Казахстанской области                                                                                               | 12.07.1949      | сельхоз            | Туркестанская область           | [ ГС 89 ]  |
| 89         | Макатова Рыскул                    | 16.02.1921 — 15.10.2006 | Звеньевая хлопководческого звена колхоза «Кзыл-Аскер» Келесского района Южно-Казахстанской области                                                                                  | 28.03.1948      | сельхоз            | Келесский район                 | [ ГС 90 ]  |
| 90         | Мамбеков Жуматай                   | 1892 — ????             | Старший табунщик колхоза «Коммуна» Туркестанского района Южно-Казахстанской области                                                                                                 | 23.07.1948      | сельхоз            | Отырарский район                | [ ГС 91 ]  |
| 91         | Мамиров Пилтан                     | 1929—2000               | Звеньевой колхоза «Кзыл-Оскер» Келесского района Южно-Казахстанской области | 28.03.1948      | сельхоз            | Сарыагашский район              | [ ГС 92 ]  |
| 92         | Мартынов Иван Иванович             | 1924 — ????             | Бригадир комплексной бригады управления «Цемстрой» треста «Чимкентпромстрой», гор. Чимкент                                                                                          | 11.08.1966      | строительство      | *Самарская область              | [ ГС 93 ]  |
| 93         | Маханов Кадырбек                   | 1927 — 04.09.2008       | Бригадир хлопководческой бригады совхоза «Пахта-Арал» Ильичёвского района Южно-Казахстанской области                                                                                | 08.06.1957      | сельхоз            | Шардаринский район              | [ ГС 94 ]  |
| 94         | Месяцев Александр Степанович       | 15.01.1911 — 30.11.1972 | Директор каракулеводческого совхоза «Чим-Курган» Кировского района Южно-Казахстанской области                                                                                       | 29.03.1958      | сельхоз            | *Дагестан                       | [ ГС 95 ]  |
| 95         | Монтаева Каракыз                   | 1904 — 25.12.1988       | Старший чабан совхоза «Сыр-Дарья» Сарыагачского района Чимкентской области | 22.03.1966      | сельхоз            | Сарыагашский район              | [ ГС 96 ]  |
| 96         | Мурзалиев Зульпухар                | 1902—1979               | Старший чабан овцеводческого совхоза «Сыр-Дарьинский» Министерства совхозов СССР, Сары-Агачский район Южно-Казахстанской области                                                    | 03.12.1949      | сельхоз            | Сарыагашский район              | [ ГС 97 ]  |
| 97         | Мухамеджанов Кабжан Мухамеджанович | 05.10.1913 — 1984       | Начальник Чимкентского отделения Казахской железной дороги, Чимкентская область | 04.05.1971      | транспорт          | *Жетысуская область             | [ ГС 98 ]  |
| 98         | Нарбаев Абляш                      | 1913—1963               | Председатель колхоза имени Абая Ильичёвского района Южно-Казахстанской области | 08.06.1957      | сельхоз            | Отырарский район                | [ ГС 99 ]  |
| 99         | Нарымбаев Махан                    | 1923—1974               | Заведующий конефермой колхоза «Кзыл-Ту» Туркестанского района Южно-Казахстанской области                                                                                            | 23.07.1948      | сельхоз            | Отырарский район                | [ ГС 100 ] |
| 100        | Нарымбетов Кожамурат               | род. 1930               | Старший чабан колхоза «Овцевод» Шаульдерского района Южно-Казахстанской области | 12.07.1949      | сельхоз            | Отырарский район                | [ ГС 101 ] |
| 100.000003 | Нузумов Юлдаш                      | 1895—1968               | Старший конюх колхоза имени Ворошилова Бостандыкского района Южно-Казахстанской области                                                                                             | 23.07.1948      | сельхоз            | *Ташкентская область            | [ ГС 102 ] |
| 101        | Нурбаев Усербай                    | 1899 — ????             | Бригадир колхоза «Казахстан» Георгиевского района Южно-Казахстанской области | 28.03.1948      | сельхоз            | Толебийский район               | [ ГС 103 ] |
| 102        | Нурымов Ибрагим                    | 1895 — ????             | Старший табунщик колхоза «Кзыл-Ту» Туркестанского района Южно-Казахстанской области                                                                                                 | 23.07.1948      | сельхоз            | Туркестан                       | [ ГС 104 ] |
| 103        | Омарбеков Егемберди                | 1925—1995               | Старший чабан колхоза имени Жданова Бугунского района Чимкентской области | 22.03.1966      | сельхоз            | Арыс                            | [ ГС 105 ] |
| 104        | Омаров Клышбай                     | 1907 — ????             | Старший чабан колхоза «Талапты» Шаульдерского района Южно-Казахстанской области | 23.07.1948      | сельхоз            | Отырарский район                | [ ГС 106 ] |
| 105        | Орлов Александр Семёнович          | 1885—1956               | Директор хлопкового совхоза «Пахта-Арал» Ильичёвского района Южно-Казахстанской области                                                                                             | 27.05.1948      | сельхоз            | *Пензенский район               | [ ГС 107 ] |
| 106        | Орлов Фёдор Александрович          | 1908 — ????             | Управляющий отделением хлопкосовхоза «Пахта-Арал» Ильичёвского района Южно-Казахстанской области                                                                                    | 08.06.1957      | сельхоз            | *Саратовская область            | [ ГС 108 ] |
| 107        | Пиримкулов Абу                     | 1896—1972               | Старший табунщик колхоза «Когам» Шаульдерского района Южно-Казахстанской области | 23.07.1948      | сельхоз            | Отырарский район                | [ ГС 109 ] |
| 108        | Прачев Василий Яковлевич           | 1916 — ????             | Звеньевой колхоза «Победа» Георгиевского района Южно-Казахстанской области | 20.05.1949      | сельхоз            | *Воронежская область            | [ ГС 110 ] |
| 109        | Пупашенко Иван Трофимович          | 03.09.1907 — 03.12.1990 | Директор совхоза имени Карла Маркса Сарыагачского района Чимкентской области | 30.04.1966      | сельхоз            | *Воронежская область            | [ ГС 111 ] |
| 110        | Рахимбергенов Дулатбек             | 1910 — ????             | Бригадир печей плавильного цеха Чимкентского свинцового завода имени М. И. Калинина Южно-Казахстанского совнархоза                                                                  | 09.06.1961      | металлургия        | *Улытауская область             | [ ГС 112 ] |
| 111        | Сабиев Бабик                       | 1932 — 30.06.2010       | Старший шлаковщик Чимкентского завода фосфорных солей Министерства химической промышленности СССР                                                                                   | 20.04.1971      | химпром            | *Западно-Казахстанская область  | [ ГС 113 ] |
| 112        | Салыкбаев Ауесхан                  | 20.05.1929 — ????       | Дежурный по механизированной горке станции Арысь Казахской железной дороги, Чимкентская область                                                                                     | 04.08.1966      | транспорт          | Сайрамский район                | [ ГС 114 ] |
| 113        | Сапаков Кумсусбек                  | 1896—1980               | Старший чабан колхоза «Овцевод» Шаульдерского района Южно-Казахстанской области | 12.07.1949      | сельхоз            | Отырарский район                | [ ГС 115 ] |
| 114        | Сапаров Ахмет                      | 1926 — 30.09.2002       | Старший чабан совхоза имени Калинина Ленгерского района Чимкентской области | 08.04.1971      | сельхоз            | *Чечня                          | [ ГС 116 ] |
| 115        | Сатмурзаев Атабек                  | род. 1939               | Механизатор совхоза «Красная нива» Алгабасского района Чимкентской области | 06.06.1984      | сельхоз            | Туркестанская область           |            |
| 116        | Сатыбалдиев Джабак                 | 1893—1956               | Старший чабан овцеводческого совхоза «Сыр-Дарьинский» Министерства совхозов СССР, Сары-Агачский район Южно-Казахстанской области                                                    | 03.12.1949      | сельхоз            | Сарыагашский район              | [ ГС 117 ] |
| 117        | Сатыбалдиев Нурман                 | 1886—1958               | Старший чабан овцеводческого совхоза «Сыр-Дарьинский» Министерства совхозов СССР, Сары-Агачский район Южно-Казахстанской области                                                    | 23.07.1948      | сельхоз            | Сарыагашский район              | [ ГС 118 ] |
| 118        | Саурамбаев Турсынбай               | 1894—1971               | Заведующий конефермой колхоза имени Ленина Фрунзенского района Южно-Казахстанской области                                                                                           | 23.07.1948      | сельхоз            | Сауранский район                | [ ГС 119 ] |
| 119        | Сауырбаева Жумакул                 | 24.03.1945 — 25.12.2010 | Бригадир совхоза «Джетысайский» Джетысайского района Чимкентской области | 03.03.1980      | сельхоз            | Мактааральский район            | [ ГС 120 ] |
| 120        | Сейдазов Кожамурат                 | 1908 — ????             | Старший чабан овцеводческого совхоза «Сыр-Дарьинский» Министерства совхозов СССР, Сары-Агачский район Южно-Казахстанской области                                                    | 03.12.1949      | сельхоз            | Сарыагашский район              | [ ГС 121 ] |
| 121        | Сидоренко Фёдор Тимофеевич         | 1903—1962               | Звеньевой колхоза «Победа» Георгиевского района Южно-Казахстанской области | 20.05.1949      | сельхоз            | Толебийский район               | [ ГС 122 ] |
| 122        | Скрынников Тихон Васильевич        | 15.06.1913 — 17.09.1997 | Звеньевой колхоза «Победа» Георгиевского района Южно-Казахстанской области | 20.05.1949      | сельхоз            | Толебийский район               | [ ГС 123 ] |
| 123        | Скрынников Яков Васильевич         | 1920 — ????             | Звеньевой колхоза «Победа» Георгиевского района Южно-Казахстанской области | 20.05.1949      | сельхоз            | Толебийский район               | [ ГС 124 ] |
| 124        | Смаилов Джумадил                   | 1892 — 27.09.1977       | Заведующий конефермой колхоза «Талапты» Шаульдерского района Южно-Казахстанской области                                                                                             | 23.07.1948      | сельхоз            | Отырарский район                | [ ГС 125 ] |
| 125        | Смолин Тихон Иванович              | 1910 — ????             | Звеньевой колхоза «Победа» Георгиевского района Южно-Казахстанской области | 20.05.1949      | сельхоз            | *Пензенская область             | [ ГС 126 ] |
| 126        | Сыдыков Заманбек                   | род. 1936               | *Старший чабан совхоза имени Амангельды Кировского района Сырдарьинской области | 22.03.1966      | сельхоз            | Туркестанская область           |            |
| 127        | Тажибаева (Онгарбаева) Сара        | 1922 — 20.08.2000       | Звеньевая колхоза «Большевик» Георгиевского района Южно-Казахстанской области | 20.05.1949      | сельхоз            | Толебийский район               | [ ГС 127 ] |
| 128        | Тажимбетов Мирзахан                | 20.02.1932 — 04.12.1971 | Бригадир комплексной бригады Западного рудника Ачисайского полиметаллического комбината Министерства цветной металлургии СССР, Чимкентская область                                  | 20.05.1966      | металлургия        | Кентау                          | [ ГС 128 ] |
| 129        | Тасанбаев Егемкул Тасанбаевич      | 23.02.1917 — 18.08.2006 | Первый секретарь Ильичёвского райкома Компартии Казахстана, Южно-Казахстанская область                                                                                              | 08.06.1957      | госуправление      | Казыгуртский район              | [ ГС 129 ] |
| 130        | Тасова Маржан                      | 23.10.1923 — ????       | Директор школы-интерната № 12 имени 40-летия Казахской ССР, гор. Чимкент | 27.06.1978      | образование        | Отырарский район                | [ ГС 130 ] |
| 131        | Тастанов Убби                      | 1904 — ????             | Старший чабан колхоза имени Калинина Сузакского района Южно-Казахстанской области                                                                                                   | 23.07.1948      | сельхоз            | Сузакский район                 | [ ГС 131 ] |
| 132        | Тлеубаев Алимкул                   | 1893 — ????             | Старший табунщик колхоза «Ак-Тюбе» Шаульдерского района Южно-Казахстанской области                                                                                                  | 23.07.1948      | сельхоз            | Отырарский район                | [ ГС 132 ] |
| 133        | Тлеубаев Джарлыкасым               | 1917—1966               | Старший конюх колхоза имени 8-й гвардейской дивизии Келесского района Южно-Казахстанской области                                                                                    | 23.07.1948      | сельхоз            | Шардаринский район              | [ ГС 133 ] |
| 134        | Тогжигитов Мамык                   | 1907 — 19.02.1975       | Бригадир совхоза «Пахта-Арал» Ильичёвского района Южно-Казахстанской области | 08.06.1957      | сельхоз            | Мактааральский район            | [ ГС 134 ] |
| 135        | Торба Максим Осипович              | 1900—1958               | Председатель колхоза «Возрождение» Тюлькубасского района Южно-Казахстанской области                                                                                                 | 28.03.1948      | сельхоз            | *Харьковская область            | [ ГС 135 ] |
| 136        | Туманов Александр Дмитриевич       | 04.07.1923 — 24.05.1991 | Директор Чимкентского цементного завода имени В. И. Ленина Министерства промышленности строительных материалов Казахской ССР                                                        | 28.07.1966      | промстройматериалы | *Саратовская область            | [ ГС 136 ] |
| 137        | Тургамбаев Шурембай                | 1916 — ????             | *Председатель колхоза имени Абая Пахтааральского района Сырдарьинской области | 08.04.1971      | сельхоз            | Отырарский район                | [ ГС 137 ] |
| 137.000004 | Турдыбеков Пулат                   | 1893—1961               | Старший конюх колхоза имени Молотова Бостандыкского района Южно-Казахстанской области                                                                                               | 12.07.1949      | сельхоз            | *Ташкентская область            | [ ГС 138 ] |
| 138        | Туякбаев Тулепберген               | 1904—1980               | Председатель колхоза имени Энгельса Сузакского района Южно-Казахстанской области | 23.07.1948      | сельхоз            | Сузакский район                 | [ ГС 139 ] |
| 139        | Тыщенко Иван Акимович              | 08.11.1925 — 31.01.2014 | Директор плодовиноградарского совхоза «Капланбек» Министерства пищевой промышленности Казахской ССР, Сарыагашский район Чимкентской области                                         | 26.04.1971      | сельхоз            | *Краснодарский край             | [ ГС 140 ] |
| 139.000005 | Урманов Бексейт                    | 1907 — ????             | Старший конюх колхоза «Кзыл-Чарва» Бостандыкского района Южно-Казахстанской области                                                                                                 | 23.07.1948      | сельхоз            | *Ташкентская область            | [ ГС 141 ] |
| 140        | Усманов Алкен                      | 1904—1961               | Председатель колхоза имени Амангельды Ильичёвского района Южно-Казахстанской области                                                                                                | 08.06.1957      | сельхоз            | Байдибекский район              | [ ГС 142 ] |
| 141        | Устемиров Тюмебай                  | 1920—1984               | Старший чабан овцеводческого совхоза «Сыр-Дарьинский» Министерства совхозов СССР, Сары-Агачский район Южно-Казахстанской области                                                    | 03.12.1949      | сельхоз            | Шардаринский район              | [ ГС 143 ] |
| 142        | Утетлеуов Сахи                     | 1930 — ????             | Старший чабан совхоза «Шаульдерский» Кзылкумского района Чимкентской области | 22.03.1966      | сельхоз            | Отырарский район                | [ ГС 144 ] |
| 143        | Филипенко Сергей Пантелеевич       | 1913—1958               | Председатель колхоза «Победа» Тюлькубасского района Южно-Казахстанской области | 28.03.1948      | сельхоз            | *Волгоградская область          | [ ГС 145 ] |
| 143.000006 | Хакимов Мирзарахман                | 1901 — ????             | Старший конюх колхоза «Янги-Турмыс» Бостандыкского района Южно-Казахстанской области                                                                                                | 23.07.1948      | сельхоз            | *Ташкентская область            | [ ГС 146 ] |
| 144        | Халмурзаев Абдурахман              | 1899 — ????             | Заведующий конефермой колхоза «Коммуна» Туркестанского района Южно-Казахстанской области                                                                                            | 23.07.1948      | сельхоз            | Туркестан                       | [ ГС 147 ] |
| 145        | Хван Сергей Григорьевич            | 13.06.1916 — 19.06.1983 | Председатель колхоза «Путь к коммунизму» Ильичёвского района Южно-Казахстанской области                                                                                             | 08.06.1957      | сельхоз            | *Приморский край                | [ ГС 148 ] |
| 146        | Чередниченко Анастасия Никоновна   | 1911 — ????             | Звеньевая колхоза «Победа» Тюлькубасского района Южно-Казахстанской области | 28.03.1948      | сельхоз            | *Акмолинская область            | [ ГС 149 ] |
| 147        | Шахабаева Дамеш                    | 26.01.1905 — 27.07.1995 | Старший чабан колхоза имени Кирова Каратасского района Южно-Казахстанской области                                                                                                   | 29.03.1958      | сельхоз            | Ордабасинский район             | [ ГС 150 ] |
| 148        | Шестаков Василий Яковлевич         | 1900 — ????             | Бригадир колхоза «Победа» Тюлькубасского района Южно-Казахстанской области | 28.03.1948      | сельхоз            | Тюлькубасский район             | [ ГС 151 ] |
| 149        | Шмакова Фрида Андреевна            | 10.02.1927 — 30.10.2002 | Механик хлопкоуборочной машины совхоза «Пахта-Арал» Ильичёвского района Южно-Казахстанской области                                                                                  | 08.06.1957      | сельхоз            | *Московская область             | [ ГС 152 ] |
| 150        | Шукурбеков Боранбек                | 10.11.1930 — 04.08.2017 | Бывший директор госплемзавода «Задарьинский» Бугунского района Чимкентской области                                                                                                  | 07.07.1986      | сельхоз            | Арыс                            | [ ГС 153 ] |
| 151        | Юльчиева Ташай                     | 1917—1982               | Прядильщица Чимкентского хлопчатобумажного комбината Южно-Казахстанского совнархоза                                                                                                 | 07.03.1960      | легпром            | Шымкент                         | [ ГС 154 ] |

## Уроженцы Туркестанской области, удостоенные звания Героя Социалистического Труда в других регионах СССР
| №  | Фамилия, имя, отчество           | Даты жизни              | Деятельность | Дата присвоения | Отрасль       | Место рождения      | ГС        |
| -- | -------------------------------- | ----------------------- | --- | --------------- | ------------- | ------------------- | --------- |
| 1  | Абдурахимова Кумрихон            | 1927 — ????             | Звеньевая колхоза имени Кагановича Кокташского района Сталинабадской области                                                               | 01.03.1948      | сельхоз       |                     | [ ГС 1 ]  |
| 2  | Абжалов Шоманбай                 | род. 1932               | Чабан совхоза «Красная звезда» Яны-Курганского района Кзыл-Ординской области                                                               | 08.04.1971      | сельхоз       | Сузакский район     |           |
| 3  | Акылбеков Джурабай               | 1902 — ????             | Старший чабан совхоза имени Кирова Фаришского района Самаркандской области                                                                 | 06.08.1958      | сельхоз       |                     | [ ГС 2 ]  |
| 4  | Арапов Нагашбек                  | 1916 — ????             | Заведующий районным отделом сельского хозяйства Таласского района Джамбулской области                                                      | 23.07.1948      | сельхоз       | Байдибекский район  | [ ГС 3 ]  |
| 5  | Байнапасов Тургун                | 1906 — ????             | Звеньевой виноградарского совхоза № 7 Министерства пищевой промышленности СССР, Ташкентская область                                        | 05.10.1949      | сельхоз       |                     |           |
| 6  | Бердак Сидор Архипович           | 1906 — ????             | Тракторист Шполянской МТС Киевской области                                                                                                 | 17.07.1951      | сельхоз       |                     |           |
| 7  | Бурумбаев Файзулла               | 1914 — ????             | Бригадир полеводческой бригады племенного молочного совхоза «Вревский» № 4 Министерства совхозов СССР, Чиназский район Ташкентской области | 17.05.1951      | сельхоз       |                     |           |
| 8  | Васильченко Ксения Петровна      | 09.06.1909 — 31.12.1991 | Звеньевая садово-виноградарского совхоза № 2 Министерства пищевой промышленности СССР, Шахринауский район Сталинабадской области           | 05.10.1949      | сельхоз       |                     | [ ГС 4 ]  |
| 9  | Гребенюков Николай Александрович | 29.10.1925 — ????       | Бригадир слесарей Джамбулского сахарного комбината Министерства пищевой промышленности Казахской ССР, Джамбулская область                  | 17.01.1974      | пищепром      | Тюлькубасский район | [ ГС 5 ]  |
| 10 | Дарибаев Алтынбек Дарибаевич     | 1927—1985               | Старший конвертерщик Карагандинского металлургического комбината Министерства чёрной металлургии СССР                                      | 30.03.1971      | металлургия   |                     | [ ГС 6 ]  |
| 11 | Исмаилов Татен                   | 1929—1976               | Старший чабан племзавода «Катта-Талдык» Кара-Суйского района Ошской области                                                                | 22.03.1966      | сельхоз       | Туркестан           | [ ГС 7 ]  |
| 12 | Казыбеков Мустафа Тулепович      | 27.04.1904 — 06.02.1978 | Управляющий трестом «Казахтрансстрой» Министерства транспортного строительства СССР, Алма-Атинская область                                 | 28.07.1966      | строительство | Туркестан           | [ ГС 8 ]  |
| 13 | Камалов Асам Камалович           | 26.05.1929 — 17.11.1988 | Председатель колхоза «Победа» Таласского района Киргизской ССР                                                                             | 08.04.1971      | сельхоз       | Шымкент             | [ ГС 9 ]  |
| 14 | Ливенцов Василий Андреевич       | 16.01.1914 — 15.07.2004 | Первый секретарь Актюбинского обкома Компартии Казахстана                                                                                  | 19.02.1981      | госуправление | Сайрамский район    | [ ГС 10 ] |
| 15 | Маниязов Ниязжан                 | 1898 — ????             | Звеньевой племенного молочного совхоза «Вревский» № 4 Министерства совхозов СССР, Чиназский район Ташкентской области                      | 17.05.1951      | сельхоз       |                     |           |
| 16 | Мирзаахмедов Юнус                | 1897 — ????             | Звеньевой племенного молочного совхоза «Вревский» № 4 Министерства совхозов СССР, Чиназский район Ташкентской области                      | 17.05.1951      | сельхоз       |                     |           |
| 17 | Панкратов Виктор Константинович  | род. 1933               | Экскаваторщик Северного рудоуправления Навоийского горно-металлургического комбината Министерства среднего машиностроения СССР             | 25.10.1983      | атомпром      | Шымкент             | [ ГС 11 ] |
| 18 | Сайдахметов Ашим                 | 1901 — ????             | Звеньевой племенного молочного совхоза «Вревский» № 4 Министерства совхозов СССР, Чиназский район Ташкентской области                      | 17.05.1951      | сельхоз       |                     |           |
| 19 | Стрельников Виктор Кузьмич       | 14.10.1924 — ????       | Шофёр горно-химического комбината «Каратау» Министерства химической промышленности СССР, Джамбулская область                               | 20.04.1971      | химпром       | Байдибекский район  | [ ГС 12 ] |
| 20 | Суликбаев Ахмедьяр               | 1908 — ????             | Старший чабан каракулеводческого совхоза «Уч-Аджи» Министерства внешней торговли СССР, Байрам-Алийский район Марыйской области             | 15.09.1948      | сельхоз       |                     | [ ГС 13 ] |
| 21 | Уразбаев Джумабек                | 1912 — ????             | Старший чабан совхоза «Нурата» Нуратинского района Самаркандской области                                                                   | 22.03.1966      | сельхоз       |                     |           |

## Герои Социалистического Труда, прибывшие в Туркестанскую область на постоянное проживание из других регионов
| № | Фамилия, имя, отчество         | Даты жизни              | Деятельность | Дата присвоения | Отрасль       | Место проживания   | ГС       |
| - | ------------------------------ | ----------------------- | --- | --------------- | ------------- | ------------------ | -------- |
| 1 | Асанов Касым Абуович           | 01.01.1931 — 12.05.2006 | Председатель колхоза имени XXII партсъезда Талды-Курганского района Алма-Атинской области                                         | 31.12.1965      | сельхоз       | Шымкент            |          |
| 2 | Кенжаев Шарипбай               | 1918—2004               | Старший конюх колхоза имени Султанова Бостандыкского района Южно-Казахстанской области                                            | 23.07.1948      | сельхоз       | Сарыагашский район | [ ГС 1 ] |
| 3 | Ли Пётр                        | род. 1931               | Звеньевой колхоза имени Микояна Нижне-Чирчикского района Ташкентской области                                                      | 13.06.1950      | сельхоз       |                    | [ ГС 2 ] |
| 4 | Мырзашев Рысбек                | 26.02.1932 — 18.04.1987 | Первый секретарь Есильского райкома Компартии Казахстана, Тургайская область                                                      | 13.12.1972      | госуправление | Шымкент            | [ ГС 3 ] |
| 5 | Пак Гым Сен                    | 05.03.1922 — 31.08.2002 | Звеньевая колхоза «МОПР» Каратальского района Талды-Курганской области                                                            | 28.03.1948      | сельхоз       | Жетысайский район  | [ ГС 4 ] |
| 6 | Петренко Леон Филиппович       | 1895 — 09.04.1971       | Крепильщик шахты № 6 треста «Средазшахтострой» Министерства строительства топливных предприятий СССР, гор. Сулюкта Ошской области | 28.08.1948      | строительство | Толебийский район  | [ ГС 5 ] |
| 7 | Строкова Александра Тимофеевна | 08.09.1913 — 15.09.1988 | Звеньевая колхоза имени Мичурина Алтайского района Алтайского края                                                                | 04.03.1948      | сельхоз       | Келесский район    | [ ГС 6 ] |

## Лица, лишённые звания Героя Социалистического Труда
| № | Фамилия, имя, отчество | Даты жизни              | Деятельность                                                                                      | Дата присвоения | Дата лишения | Отрасль | Место рождения   | ГС       |
| - | ---------------------- | ----------------------- | ------------------------------------------------------------------------------------------------- | --------------- | ------------ | ------- | ---------------- | -------- |
| 1 | Ахметов Ауез           | 1904—1999               | Председатель колхоза имени Панфилова Арысского района Южно-Казахстанской области                  | 12.07.1949      | 26.02.1954   | сельхоз | Шымкент          | [ ГС 1 ] |
| 2 | Кулумбетов Мусабай     | 1921 — ????             | Заведующий овцеводческой фермой колхоза «Овцевод» Шаульдерского района Южно-Казахстанской области | 12.07.1949      | 23.11.1953   | сельхоз | Отырарский район | [ ГС 2 ] |
| 3 | Шораев Оспан           | 15.05.1907 — 18.08.1979 | Председатель колхоза «Овцевод» Шаульдерского района Южно-Казахстанской области                    | 12.07.1949      | 23.11.1953   | сельхоз | Отырарский район | [ ГС 3 ] |